# Les Grappes
Les Grappes est une société française basée à Paris et créée en septembre 2014 par Loïc Tanguy. Via son site internet, la plateforme propose aux particuliers et aux professionnels d’acheter des vins en circuit court. Les Grappes facilite l'achat en direct des vignerons pour les clients particuliers et professionnels.

## Historique
Loïc Tanguy, est le fondateur de Les Grappes, dont le site est lancé en 2014, après une levée de fonds de 700 000 euros.
L'entreprise acquiert le site Vin de France, puis Vinocasting, puis en novembre 2018 Vinizos, acteur de l'œnotourisme en France.
A l’origine destinée aux particuliers, la société annonce en janvier 2016 le lancement national de « Les Grappes Pro »,.
En octobre 2017, Les Grappes publie, sur une demande de Milan Edition, un livre intitulé Un Tour de France des Vignerons.
En 2021, Les Grappes poursuit son développement avec l’ouverture de son premier bureau à Milan et lançait donc son développement international.
En 2022, Les Grappes lève 4 millions d’euros pour consolider son modèle  de vente de vins aux professionnels et aux particuliers en France et à l'étranger.
Le 30 mars 2023, la société officialise le rachat de Plugwine. Cette opération de croissance externe lui permet de se positionner comme le leader des services à destination des vignerons.
Le 14 mars 2024, moins d'un an après le rachat de Pluwgine, Les Grappes rachète le site PetitesCaves.com lui permettant de dévélopper son activité e commerce sur la branche des vins bios et naturels.

## Activités
Les Grappes fonctionne sur le modèle d’une place de marché électronique. La plateforme permet aux utilisateurs d’acheter leurs vins en direct des domaines de vignerons récoltants. Le site recense plus de 1200 vignerons récoltants et proposent aux utilisateurs environ 5000 vins de toutes les régions et appellations viticoles françaises.
L’entreprise propose un modèle alternatif à la grande distribution, qui représente aujourd'hui deux tiers des ventes de vin en France, et aux sites de vente en ligne apparus dans les années 2000. C'est un mode d’achat équitable qui est proposé par le site internet dans la mesure où le vigneron conserve 80 % de sa marge alors que les circuits de distribution classique prennent 40 % voire 50 % de celle-ci. Grâce à cette démarche, Les Grappes a été labellisé B Corp en octobre 2018.
En parallèle d'un site de vente en ligne, Les Grappes s'appuie sur communauté de plus de 35 000 personnes  composée de simples amateurs comme de connaisseurs reconnus,.